# Estadio PMRL
El PMRL Stadium es un estadio de fútbol localizado en la ciudad de Port Moresby, en Papúa Nueva Guinea. Posee capacidad para 15.000 espectadores y es el estadio utilizado por el Hekari United Football Club y la selección de fútbol de Papúa Nueva Guinea para jugar los partidos de local.